# Inge Scherer
Inge Scherer (* 1. Mai 1962 in Gießen) ist eine deutsche Rechtswissenschaftlerin und Hochschullehrerin.

## Leben
Sie studierte von 1981 bis 1985 Rechtswissenschaft (1986 erste juristische Staatsprüfung, 1989 zweite juristische Staatsprüfung). Die Promotion erfolgte 1986 an der Universität Gießen mit der Dissertation Andeutungsformel und Falsa demonstratio beim formbedürftigen Rechtsgeschäft in der Rechtsprechung des Reichsgerichts und des Bundesgerichtshofs. Nach der Habilitation mit der Arbeit Privatrechtliche Grenzen der Verbraucherwerbung 1995 ebenfalls in Gießen für die Fächer Bürgerliches Recht, Gewerblicher Rechtsschutz, Zivilprozessrecht hatte sie von 1993 bis 1997 Lehrstuhlvertretungen und Lehraufträge an den Universitäten Marburg, Hannover, Bochum, Gießen, Würzburg, Potsdam. 
Scherer wurde 1997 auf die Professur für Bürgerliches Recht an der Universität Würzburg berufen (1998 Umbenennung der Professur in „Professur für Bürgerliches Recht und Zivilprozessrecht“).
Sie war mit Eberhard Wieser verheiratet.

## Schriften (Auswahl)
- Andeutungsformel und falsa demonstratio beim formbedürftigen Rechtsgeschäft in der Rechtsprechung des Reichsgerichts und des Bundesgerichtshofs. Berlin 1987, ISBN 3-428-06271-X.
- Privatrechtliche Grenzen der Verbraucherwerbung. Berlin 1996, ISBN 3-428-08515-9.
- Das Beweismaß bei der Glaubhaftmachung. Köln 1996, ISBN 3-452-23457-6.
- Grenzen des Streikrechts in den Arbeitsbereichen der Daseinsvorsorge – Schutz der Bürger vor gezielter Schädigung durch Streiks. Berlin 2000, ISBN 3-428-09876-5.